# Dialeuropora hassensanensis
Dialeuropora hassensanensis là một loài côn trùng cánh nửa trong họ Aleyrodidae, phân họ Aleyrodinae.
Dialeuropora hassensanensis được Takahashi miêu tả khoa học đầu tiên năm 1934.